# Gary Rydstrom
Gary Rydstrom Roger (Chicago, Illinois 29 de juny de 1959) és un dissenyador de so i director estatunidenc. Ha guanyat set premis Oscar pel seu treball en el so per a pel·lícules.

## Carrera
Rydstrom es va graduar a l'Escola d'Arts Cinemàtiques (School of Cinematic Arts) de la Universitat del Sud de Califòrnia el 1981. Va començar la seva carrera a Skywalker Sound, al nord de Califòrnia en 1983. Va oferir el treball d'un professor d'universitat, Gary rebre l'oportunitat de treballar amb el seu mentor en Star Wars com a dissenyador de so amb Ben Burtt.
Després de guanyar una valuosa experiència com a tècnic de so a Indiana Jones i el Temple Maleït, se'n va anar a fer disseny de so per als Spaceballs. El disseny de so per a 'Backdraft, preparat a partir de zero, es va convertir en el precursor del seu so per Terminator 2: Judgment Day. Va treballar en el disseny de so a El Senyor dels Anells i en la trilogia cinematogràfica de Shrek. Gary Rydstrom treball en Terminator 2 i és sens dubte el seu assoliment de coronació en la seva carrera on va ser pioner en les tècniques originals, i encara s'utilitzen avui dia per crear efectes de so realistes. Fins i tot avui en dia Terminator 2 és considerat el referent de disseny d'alta gamma de moviment i so de la imatge Gary va guanyar un Premi de l'Acadèmia pel seu èxit innovador. Rydstrom també va treballar amb James Cameron en una nova barreja de so envoltant 5.1 per a l'original de Terminator.
Ha dirigit en 2015 la pel·lícula d'animació Strange Magic.